# Circondario di Cavalese
Il circondario di Cavalese era uno dei circondari in cui era suddivisa la provincia di Trento.

## Storia
Il circondario venne istituito con il regio decreto 21 gennaio 1923, n. 93 contemporaneamente alla Provincia di Trento in seguito alla riorganizzazione amministrativa dei territori annessi al Regno d'Italia con il Trattato di Saint-Germain.
Si estendeva sul territorio degli ex distretti giudiziari di Cavalese, Fassa, Egna e includendo il comune di Termeno.
Il circondario di Cavalese venne soppresso nel 1927 come tutti i circondari italiani.

## Suddivisione
Il circondario fu suddiviso in mandamenti giudiziari dal maggio 1923:
- mandamento di Cavalese
  - comuni di Anterivo; Campitello; Canazei; Capriana; Carano; Castello di Fiemme; Cavalese; Daiano; Forno; Mazzin; Moena; Panchià; Pera; Pozza; Predazzo; Rover Carbonare; San Lugano; Soraga; Stramentizzo; Tesero; Trodena; Valfloriana; Varena; Vigo di Fassa; Ziano
- mandamento di Egna
  - comuni di Bronzolo; Cauria; Cortaccia; Cortina all'Adige; Egna; Favogna; Magrè; Montagna; Ora; Salorno; Termeno; Valdagno.

Con il regio decreto 15 luglio 1923, n. 1728 il mandamento di Egna è stato aggregato a quello di Cavalese per le funzioni amministrative ed elettorali.